# Halisarca bassangustiarum
Halisarca bassangustiarum är en svampdjursart som beskrevs av Carter 1881. Halisarca bassangustiarum ingår i släktet Halisarca och familjen Halisarcidae.
Artens utbredningsområde är havet kring Australien. Inga underarter finns listade i Catalogue of Life.